# Lego Quatro
Lego Quatro er en produktlinje produceret af den danske legetøjskoncern LEGO, der blev introduceret i 2004. Temaet består af simple byggeklodser, der er dobbelt så store som Lego Duplo, og som kan sidder sammen med Duplo-klodser. Sættene var designet til børn fra 1-3 år, og logoet var den samme elefant som Duplo Primo, blot i en anden farve Temaet blev udfaset i 2006.